# Teleosauridae
Famille
Les Teleosauridae (Téléosauridés en français) sont une famille éteinte de crocodylomorphes qui a vécu au Jurassique et au Crétacé inférieur, en Europe, en Afrique, en Asie et en Amérique du Nord.

## Listes des genres
| Genres               | Âge                    | Géolocalité        | Description                 | Autres noms |
| -------------------- | ---------------------- | ------------------ | --------------------------- | ----------- |
| - † Machimosaurus    | Malm-Crétacé inférieur | - Afrique - Europe |                             |             |
| - † Peipehsuchus     | Lias                   | - Asie             | Validité confirmée en 2018. |             |
| - † Platysuchus      | Lias                   | - Europe           |                             |             |
| - † Steneosaurus     | Dogger                 | - Europe           |                             |             |
| - † Adrianavoay      | Dogger                 | - Afrique          |                             |             |
| - † Mycterosuchus    | Dogger                 | - Europe           |                             |             |
| - † Proexochokefalos | Dogger                 | - Europe           |                             |             |
| - † Mystriosaurus    | Lias                   | - Europe           |                             |             |
| - † Macrospondylus   | Lias                   | - Europe           |                             |             |
| - † Sericodon        | Tithonien              | - Europe           |                             |             |
| - † Aeolodon         | Tithonien              | - Europe           |                             |             |
| - † Bathysuchus      | Kimméridgien           | - Europe           |                             |             |
| - † Teleosaurus      | Dogger                 | - Europe           |                             |             |

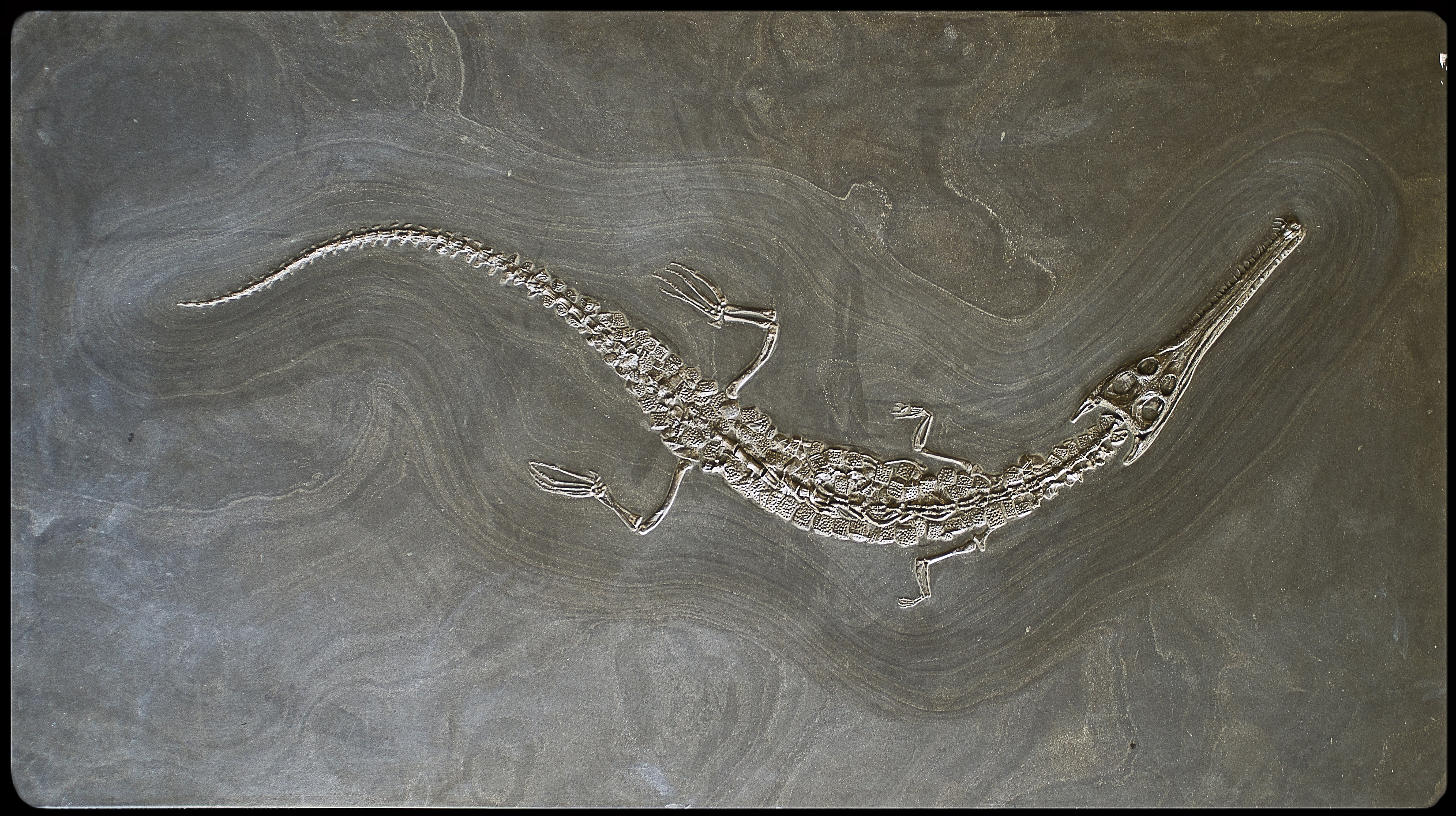
Squelette d'un téleosauridé : Steneosaurus bollensis du Toarcien d'Holzmaden (Allemagne).

Pelagosaurus typus, autrefois classé comme un téléosauridé, est considéré comme un Metriorhynchoidea basal par Attila Ősi et ses collègues en 2018.